# Bataille de Cedar Mountain
Guerre de Sécession
Batailles
Campagne de Virginie Septentrionale
- Cedar Mountain
- Rappahannock Station
- Manassas Station
- Thoroughfare Gap
- Bull Run
- Chantilly

La bataille de Cedar Mountain, connue aussi en anglais comme battle of Slaughter's Mountain (bataille de la Montagne du Massacre) - ou battle of Cedar Run (bataille du Ruisseau des Cèdres), eut lieu le 9 août 1862, dans le comté de Culpeper (état de Virginie), pendant la guerre de Sécession. C'est une victoire confédérée.  

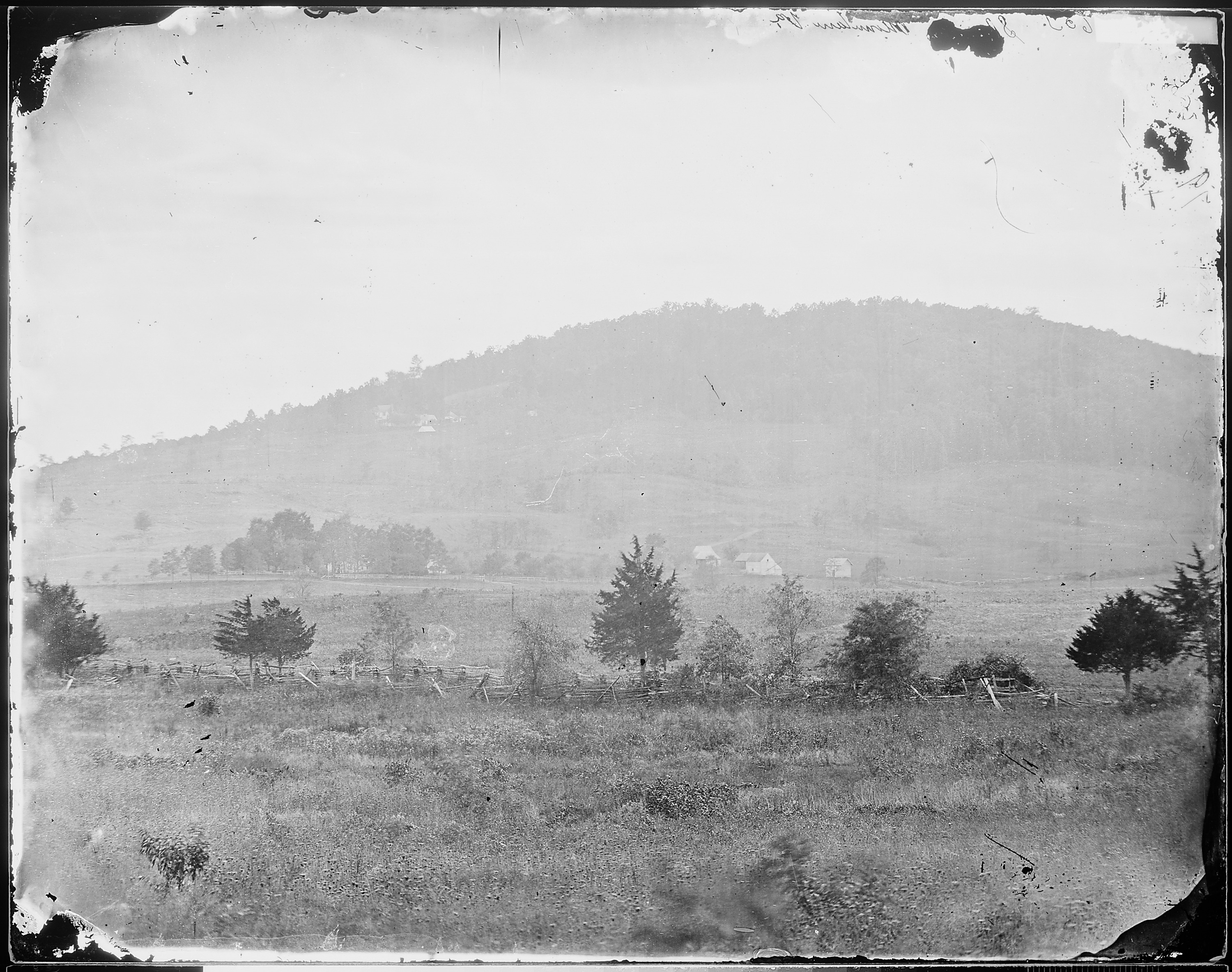
Slaughter Mountain, Va

Les forces de l'armée de Virginie (unioniste) sous le général de division Nathaniel Prentice Banks rencontrèrent et attaquèrent les troupes de l'armée de Virginie du Nord (confédérée) qui, sous le général de division Stonewall Jackson, avaient été envoyées par Robert E. Lee vers Gordonsville pour arrêter la progression des Nordistes vers la Virginie centrale. 

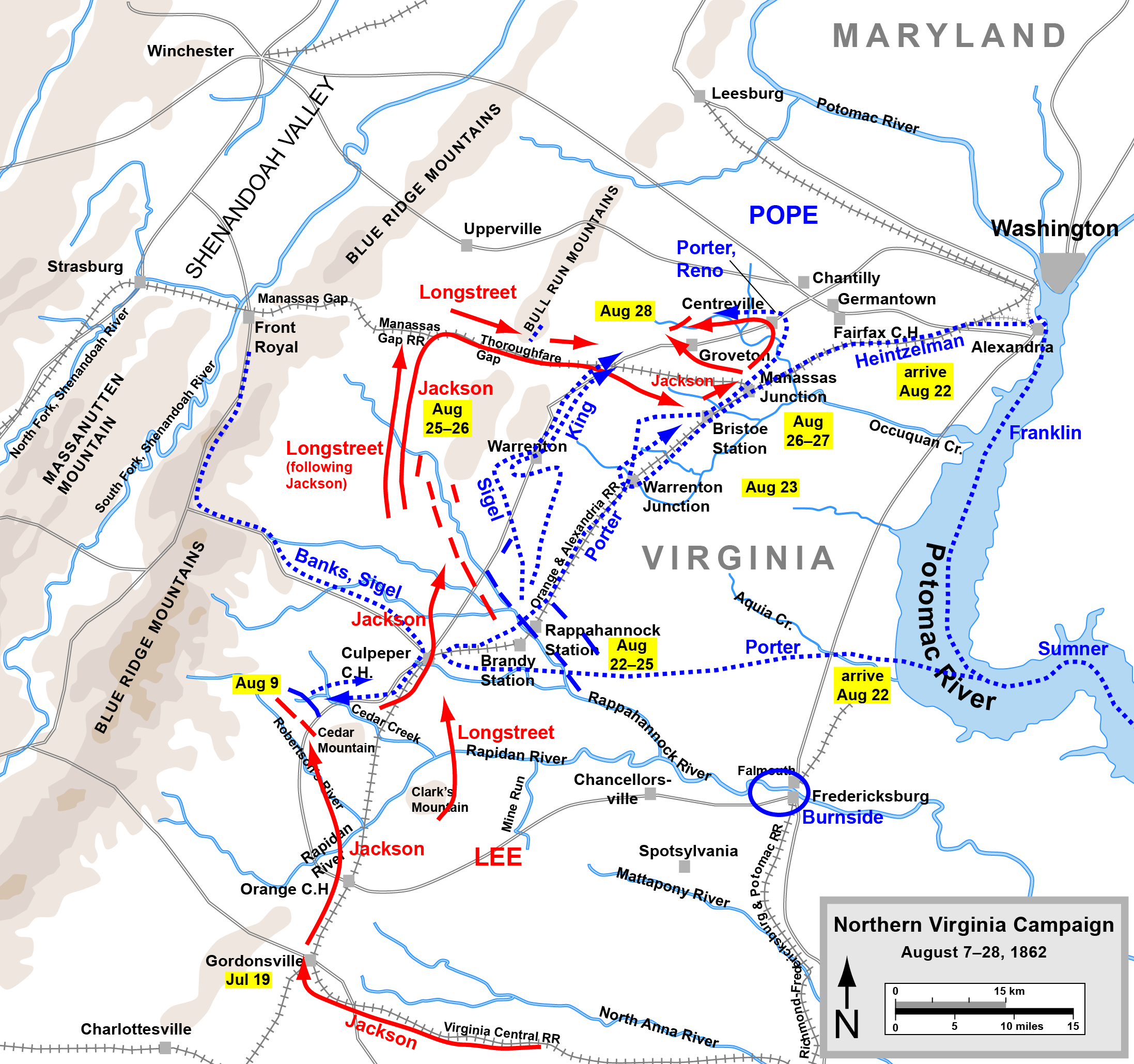
Place de la bataille de Cedar Mountain (au sud-est, en bas à gauche sur la carte) dans la campagne de Virginie Septentrionale : au début de la progression des Sudistes vers le nord et Washington D.C.. Notez comme les troupes suivent le trajet des voies ferrées, dont elles sont devenues dépendantes pour leur approvisionnement et leurs communications.

Les Confédérés furent d'abord repoussés par les hommes de Banks, mais une vigoureuse contre-attaque menée par A.P. Hill donna la victoire aux Sudistes. Les pertes en hommes (tant tués que blessés) furent importantes : environ 2 300 du côté unioniste, contre 1 300 du côté confédéré (dont le général de brigade confédéré Charles S. Winder, qui, déchiqueté par un obus, mourut peu après). Le 7th Ohio Infantry Regiment fut engagé dans un combat acharné au corps à corps. Des trois cents hommes engagés du régiment, seuls cent en réchappèrent indemnes. Le 7th Ohio Infantry souffrit plus que tout autre régiment de l'Union dans cette bataille.
La bataille de Cedar Mountain fut la première bataille de la campagne de Virginie Septentrionale, qui se termina par la défaite des Unionistes lors de la seconde bataille de Bull Run.